# Kleiner Rat der Volkskommissare
Der Kleine Rat der Volkskommissare (russisch Малый Совнарком Maly Sownarkom) war von 1918 bis 1930 eine ständige Kommission beim Rat der Volkskommissare der RSFSR. Diese Kommission wurde im November 1917 geschaffen, um Fragen und Angelegenheiten, die vom Rat der Volkskommissare entschieden werden mussten zu sichten und vorzubereiten. Die Kommission traf auch Entscheidungen, die zweitrangige Fragen der Finanzen und der Wirtschaft betrafen. Die Kommission bestand aus drei bis vier Volkskommissaren bzw. deren Stellvertretern oder Sekretären. Die Kommission hatte keine feste Zusammensetzung und traf sich, den Erfordernissen entsprechend, nur in unregelmäßigen Abständen. 
Der Kleine Rat der Volkskommissare wurde 1931 aufgelöst.